# Oblast Sliwen
| Basisdaten          | Basisdaten                  |
| ------------------- | --------------------------- |
| Region:             | Zentralbulgarien            |
| Verwaltungssitz:    | Sliwen                      |
| Fläche:             | 3.544 km²                   |
| Einwohner:          | 170.583 (31. Dezember 2022) |
| Bevölkerungsdichte: | 48,1 Einwohner je km²       |
| NUTS:BG-Code:       | BG342                       |
| Karte               |                             |
| Karte               |                             |

Die Oblast Sliwen (bulgarisch Област Сливен) ist eine Verwaltungseinheit im Zentrum Bulgariens. Die größte Stadt der Region ist das gleichnamige Sliwen.

## Bevölkerung
In der Oblast (Bezirk) Sliwen leben 170.583 Einwohner auf einer Fläche von 3.544 km². Nach der Volkszählung von 2001 sind 11,2 % der Bevölkerung Roma, die höchste Quote in einer bulgarischen Oblast.

## Städte
| Stadt         | Bulgarischer Name | Einwohner (31. Dezember 2022) |
| ------------- | ----------------- | ----------------------------- |
| Sliwen        | Сливен            | 79.362                        |
| Nowa Sagora   | Нова Загора       | 16.659                        |
| Twardiza      | Твърдица          | 5.571                         |
| Kotel         | Котел             | 4.795                         |
| Schiwatschewo | Шивачево          | 3.705                         |
| Kermen        | Кермен            | 1.426                         |